# 영광임진수성록
영광임진수성록(靈光壬辰守城錄)은 대한민국 전라남도 영광군에 있는 조선시대의 책이다. 1998년 2월 5일 전라남도의 문화재자료 제201호로 지정되었다.

## 개요
임진왜란이 터진 가운데 전라도 영광군에 있었던 읍성을 지켜낸 사례와 향촌에 있던 사림들의 전란극복 의지가 소상히 기록된 문헌자료로, 총 1책 21장이다.
「임진왜란수성명첩서」, 「임진수성록」, 「수성명첩」, 「수성법」 등이 실려 있다. 내용에는 임진왜란이 발발한 1592년 10월 영광군수 남궁견이 상중에 있어 상복을 입고 있을 때, 수령이 부재한 상황에서 지역의 선비들이 읍성방위 및 행정업무를 자치적으로 수행했던 사실이 기록되어 있다.
책의 끝부분에 남겨진 글로 보아 영조 29년(1753)에 봉정사에서 인쇄하여 출간한 것이다. 임진왜란 당시의 향토방위 사례를 생생히 전해준다는 점에서 중요하며, 당시의 의병연구에 있어서 매우 귀중한 자료로 평가된다.

## 참고 문헌
- 영광임진수성록 - 국가유산청 국가유산포털